# Fällesjön (Berga socken, Småland)
Fällesjön är en sjö i Ljungby kommun i Småland och ingår i Lagans huvudavrinningsområde. Sjön har en area på 0,122 kvadratkilometer och ligger 153 meter över havet.

## Delavrinningsområde
Fällesjön ingår i det delavrinningsområde (632750-140050) som SMHI kallar för Utloppet av Furen. Medelhöjden är 167 meter över havet och ytan är 54,92 kvadratkilometer. Räknas de 81 avrinningsområdena uppströms in blir den ackumulerade arean 1 300,32 kvadratkilometer. Skålån (Storån) som avvattnar avrinningsområdet har biflödesordning 2, vilket innebär att vattnet flödar genom totalt 2 vattendrag innan det når havet efter 151 kilometer. Avrinningsområdet består mestadels av skog (54 procent) och jordbruk (10 procent). Avrinningsområdet har 11,83 kvadratkilometer vattenytor vilket ger det en sjöprocent på 21,5 procent.